# Eoprotelops
Eoprotelops vireti
Genre
Espèce
Eoprotelops est un genre éteint de poissons à nageoires rayonnées marins qui vivait lors du Jurassique supérieur.
Son seul fossile connu a été mis au jour sur le site paléontologique de Cerin, dans le massif du Jura en France, à Cerin, un hameau de la commune de Marchamp dans l'Ain.
Il est daté du milieu du  Kimméridgien supérieur (Jurassique supérieur), de la biozone à Pseudomutabilis, dont l'équivalent dans le domaine méditerranéen est la biozone à Eudoxus, datée d'environ 153 Ma (millions d'années),.
L'espèce unique a été nommée Eoprotelops vireti par Pierre de Saint-Seine en 1949, en hommage à Jean Viret,.

## Description
Le squelette est presque complet, il ne manque qu'une partie de l’extrémité avant du crâne. C'est un poisson élancé avec une grosse tête dont la longueur totale est estimée à une quinzaine de centimètres. Sa hauteur est de 2,6 cm.
Il possède 52 vertèbres et sa nageoire dorsale possède 16 radiales.

## Paléoenvironnement
Eoprotelops vivait dans des lagunes tropicales parmi une faune et une flore abondantes d'environnement marin chaud peu profond à forte biodiversité où se sont sédimentés également des plantes et des animaux provenant des terres émergées toutes proches : algues, fougères, conifères, mollusques, oursins, étoiles de mer, crustacés, reptiles, poissons, ainsi que des traces de tortues et de reptiles.